# Simenbergen
Simenbergen (amhariska: ስሜን, Səmen) är ett stort bergsmassiv i den norra delen av Etiopiska höglandet, nordöst om Gondar. Bergen innehåller ett antal av de högsta bergen på Afrikas horn, inklusive Ras Dashen (4 555 m ö.h.). Bergsmassivet har utsågs 1978 till ett världsarv, för sitt unika geologiska ursprung, sin dramatiska topografi samt sin ovanliga flora och fauna. På västsidan av bergen finns sedan 1966 Simenbergens nationalpark

## Historia och karaktär
Ordet semien betyder 'norr' i det amhariska språket. Den ursprungliga betydelsen av ordet, i det forntida språket ge'ez, ska dock ha varit 'söder', och bergen ligger söder om Aksum (den forntida huvudorten i den etiopiska civilisationen).
Simenbergen utmärker sig på flera sätt, bland annat för att de tillhör de fåtaliga regioner i Afrika där det regelbundet snöar. På 300-talet beskrevs bergen som otillgängliga berg, just på grund av snön. På 1600-talet vittnade jesuitprästen Jerónimo Lobo om snön i bergen. Trots detta meddelade den senare geografiske utforskaren James Bruce att man aldrig såg till snö i trakten, ett påstående som  egyptologen Henry Salt något senare vederlade genom att beskriva områdets snöklädda bergstoppar.
Trots sin på papperet otillgängliga natur finns ett antal orter i området, orter som förenas genom olika skogsstigar. Området var tidigare befolkat av Beta Israel, en grupp av etiopiska judar som senare blev utsatta av förföljelse från de kristna härskarna i Etiopien. På 1400-talet tvangs de flytta västerut till distriktet Dembiya.
Simenbergen har ett ovanligt geologiskt ursprung, i Afrika endast jämförbart med Sydafrikas Drakensberg. Det i stor utsträckning gräsbevuxna området är starkt eroderat och mycket kuperat, med vassa bergstoppar och djupa dalar med lodräta, upp till 1 500 höga branter. I området finns ett antal sällsynta djurarter, inklusive etiopisk stenbock, abessinsk schakal och gelada.
I den västra delen av bergsmassivet finns sedan 1966 den 220 km² stora Simenbergens nationalpark. Denna upptogs tolv år senare på Unescos lista över jordens världsarv. Förutom det 4 550 meter höga Ras Dashen finns ett antal andra bergstoppar på mellan 4 000 och 4 500 meters höjd.

## Bildgalleri

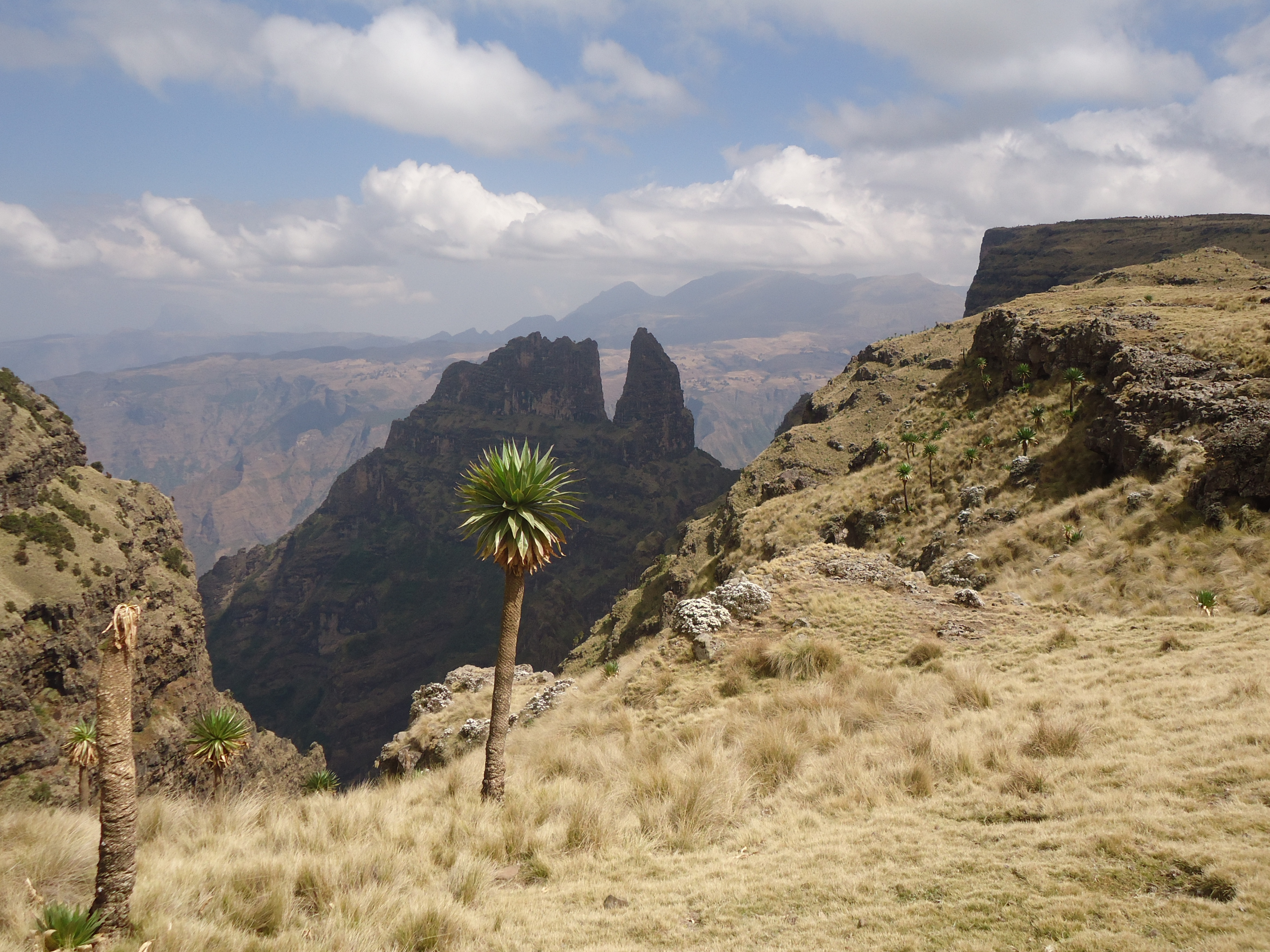
Januari 2013. Vid Saha på 3 785 meters höjd.
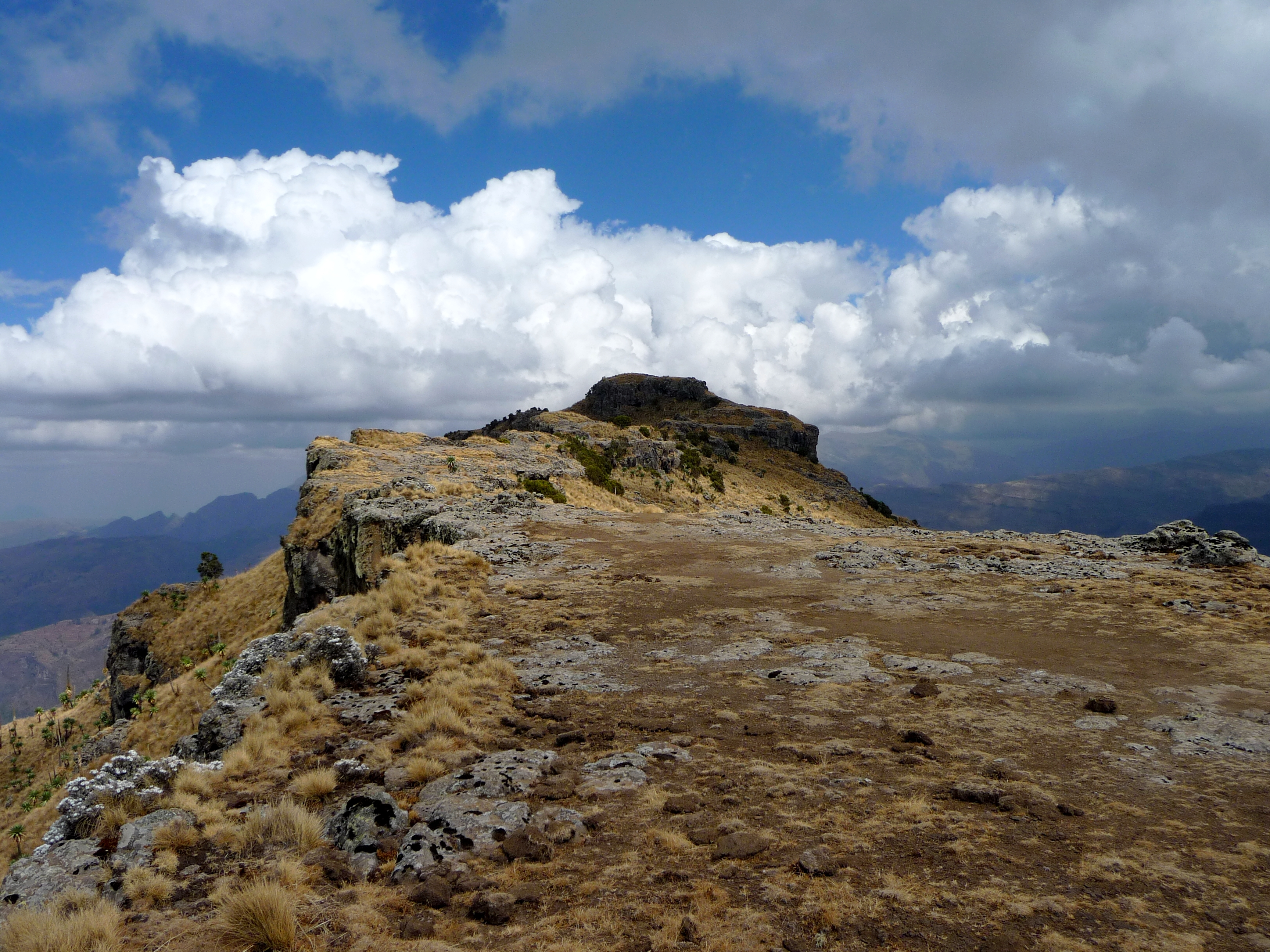
Februari 2009. Toppen på berget Imet Gogo.
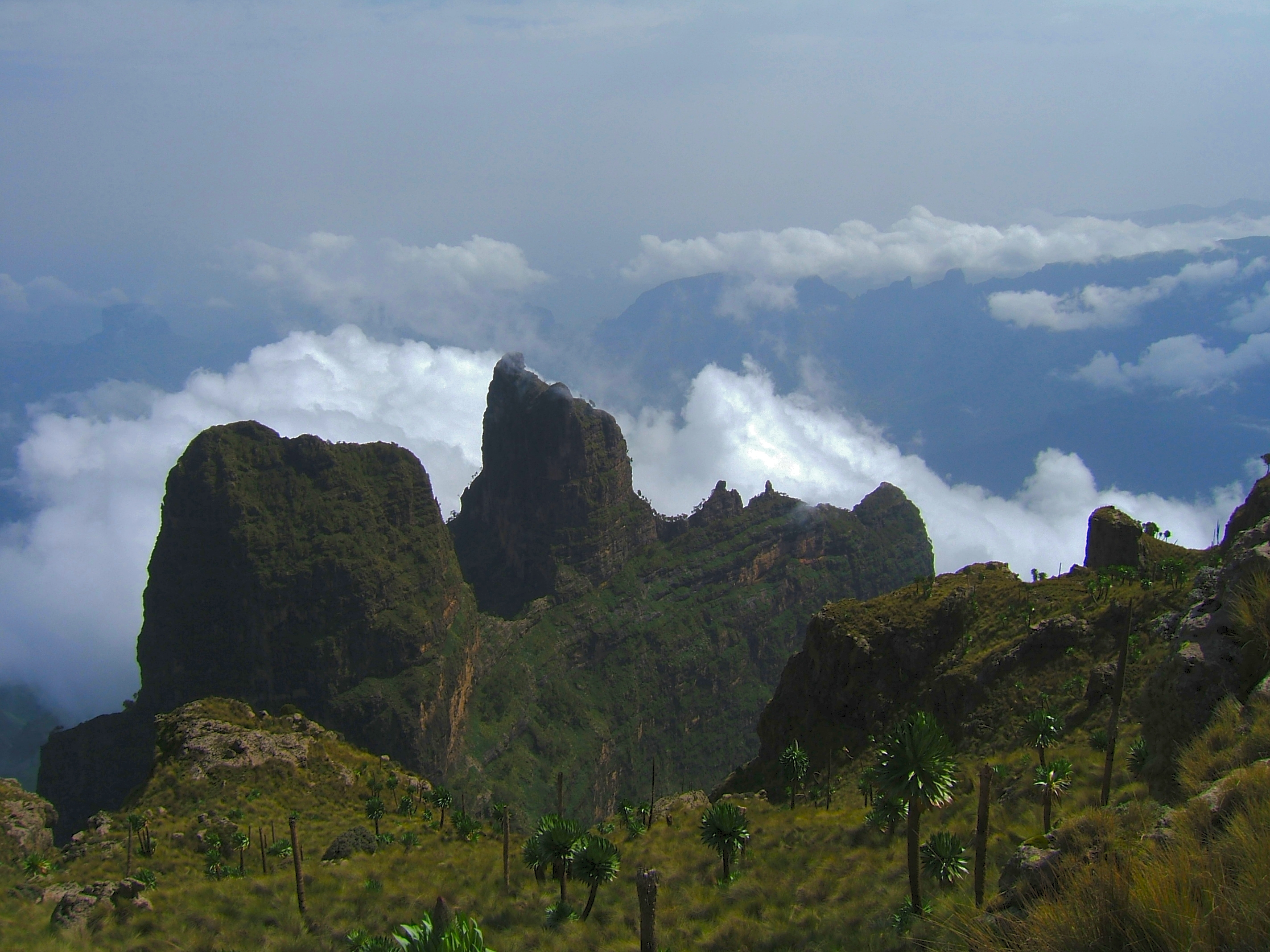
Augusti 2005. Vy från Imet Gogo.
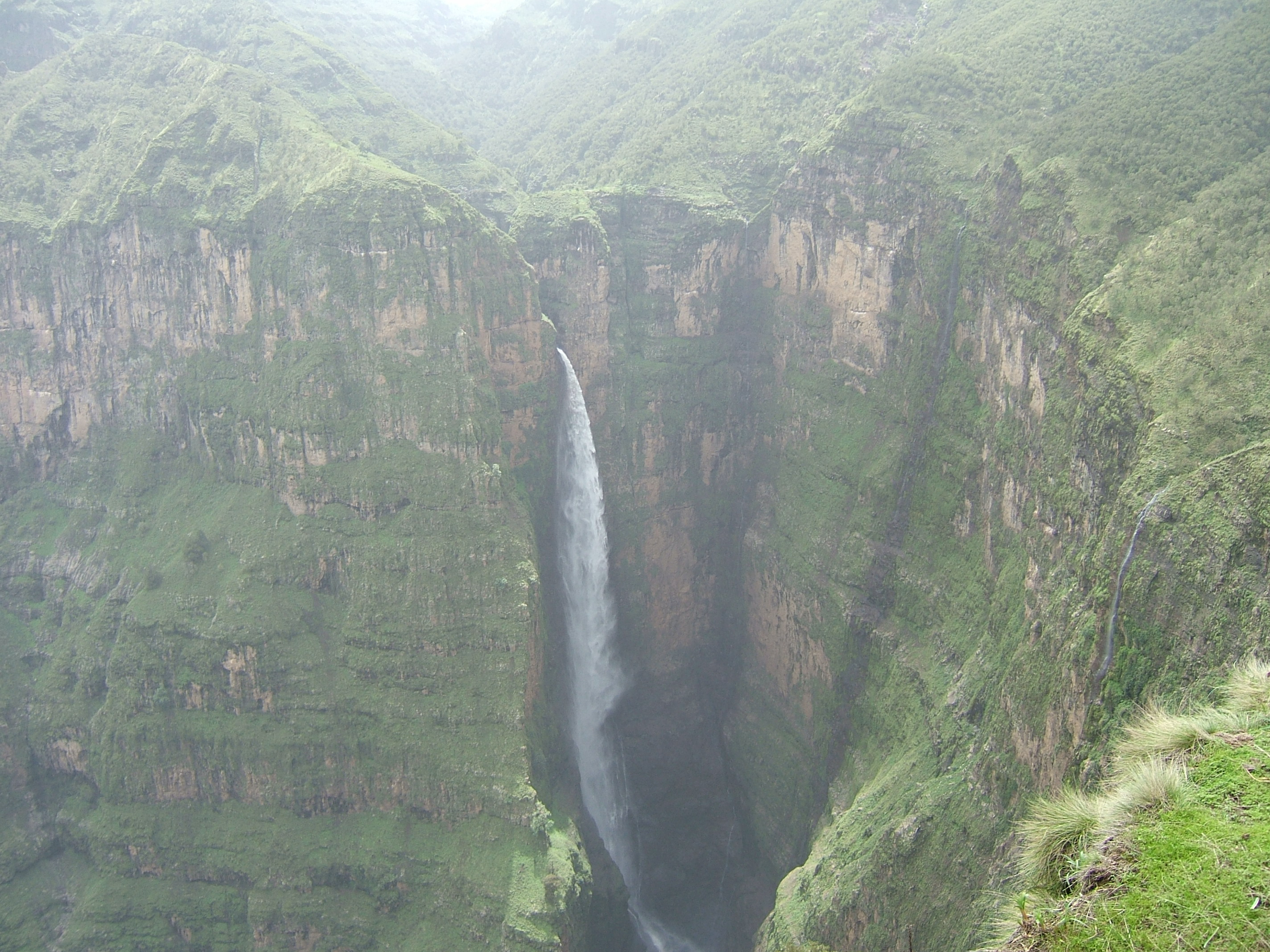
Augusti 2005. Vattenfall i Simenbergen nära Debarq.
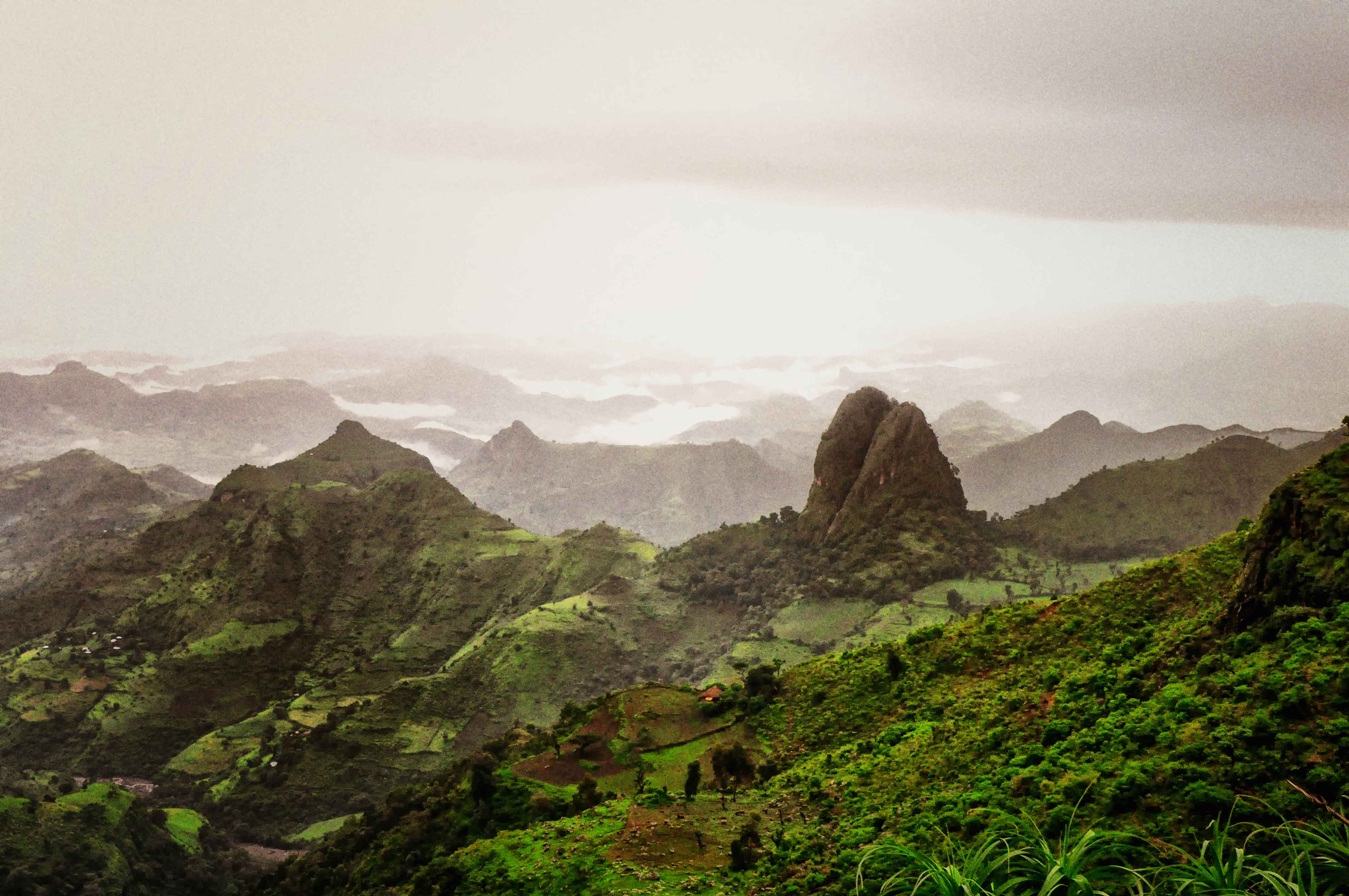
September 2011. Miljön inspirerade troligen Tolkien till sagoriket Gondor.
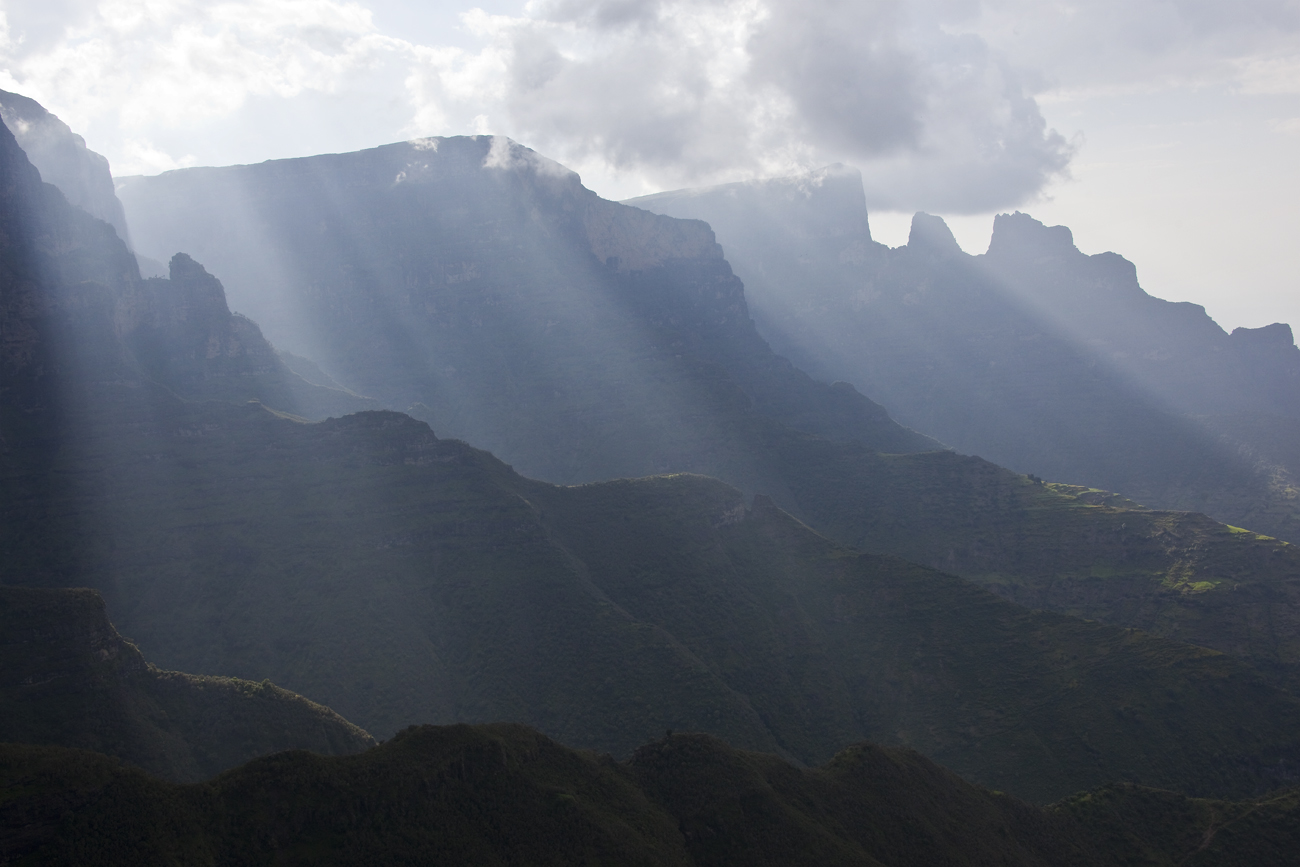
Oktober 2007.
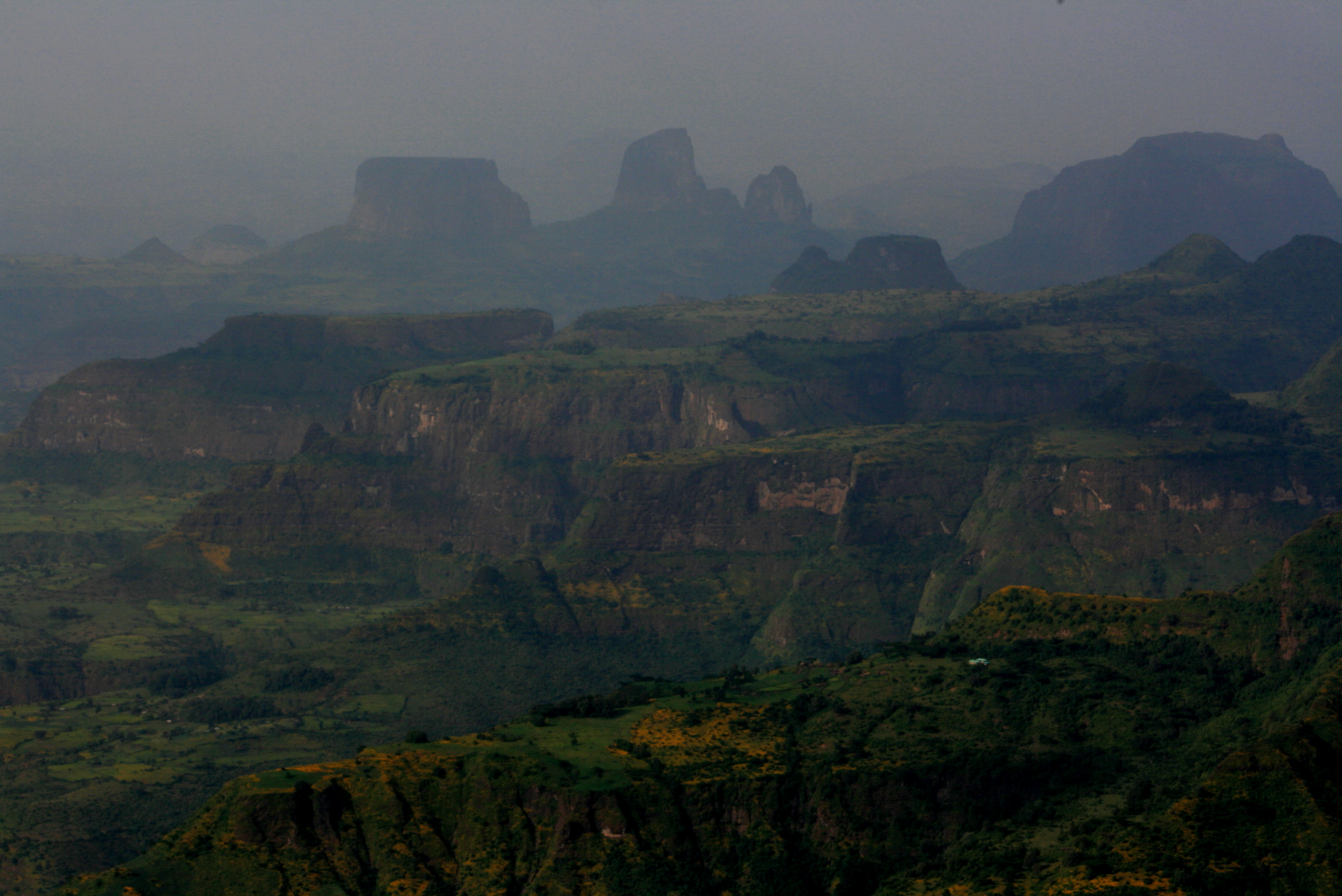
Oktober 2009.
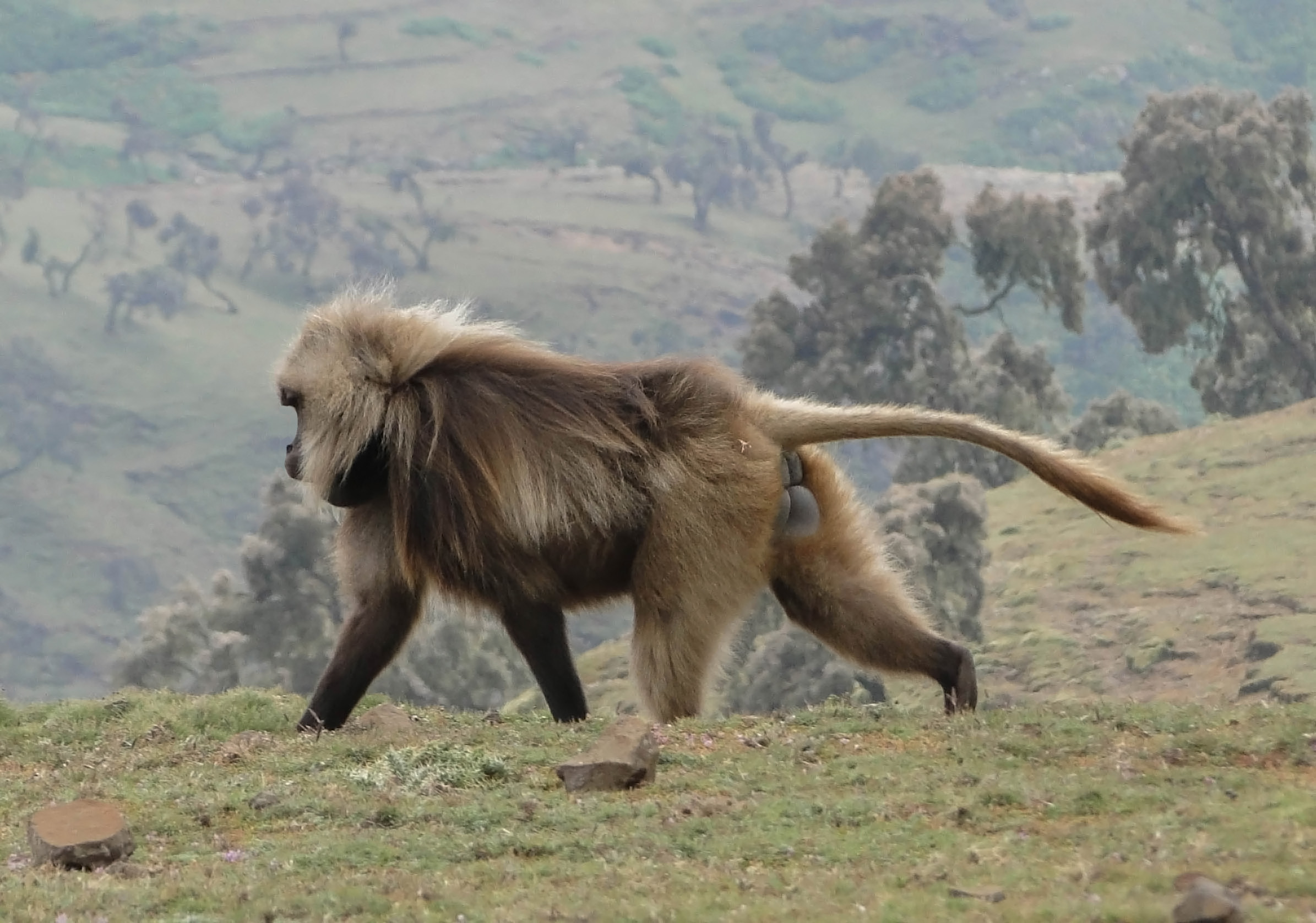
November 2012. Geladahanne.